# Sylvacaecilia grandisonae
Sylvacaecilia grandisonae es una especie de anfibio gimnofión de la familia Indotyphlidae. Es la única especie del género Sylvacaecilia.
Es endémica de las florestas del suroeste de Etiopía: habita en las provincias de Kaffa, Illubabor y Welega. Se halla a una altitud de 1.500 a 2150 m s. n. m.